# 1963 en bande dessinée
| Années de la bande dessinée : 1960 - 1961 - 1962 - 1963 - 1964 - 1965 - 1966    |
| Décennies de la bande dessinée : 1930 - 1940 - 1950 - 1960 - 1970 - 1980 - 1990 |

Cet article présente les faits marquants de l'année 1963 en bande dessinée.

## Événements
- 1er janvier : Au Japon, adaptation en série animée du manga Astro, le petit robot de Osamu Tezuka.
- mars : Aux États-Unis, sortie de Tales of Suspense #39 (première apparition de Iron Man), chez Marvel Comics.
- juillet : sortie de Strange Tales #110 (première apparition de Docteur Strange), chez Marvel Comics.
- septembre : sortie de Avengers #1 (première apparition des Vengeurs, regroupant Thor, Iron-Man, Hulk, Ant-Man et The Wasp), chez Marvel Comics.
- septembre : sortie de X-Men #1 (première apparition des X-Men), chez Marvel Comics.
- Reprise de la série Zig et Puce par Greg, qu'il arrêtera en 1969.
- Pilote va mal, René Goscinny et Jean-Michel Charlier sont nommés rédacteur en chef, chargés de relancer le journal.
- Apparition du Lieutenant Blueberry et d'Achille Talon dans Pilote.
- En Espagne dans le magazine DDT, Francisco Ibáñez lance la série El botones Sacarino.

## Nouveaux albums
Voir aussi : Albums de bande dessinée sortis en 1963

### Franco-belge
| Sortie    | Titre                                                      | Scénariste    | Dessinateur | Coloriste | Éditeur    |
| --------- | ---------------------------------------------------------- | ------------- | ----------- | --------- | ---------- |
| septembre | Le 13 est au départ - Michel Vaillant T.5                  | Jean Graton   | Jean Graton |           | Le Lombard |
|           | Les Bijoux de la Castafiore - Les Aventures de Tintin T.21 | Hergé         | Hergé       |           | Casterman  |
|           | Les Collines noires - Lucky Luke T.34                      | René Goscinny | Morris      |           | Dupuis     |
|           | Gala de gaffes - Gaston Lagaffe T.2                        | Franquin      | Franquin    |           | Dupuis     |
|           | Rendez-vous sur le Yukon - Jean Valhardi T.19              | Jijé          | Jijé        |           | Dupuis     |

### Comics
| Sortie | Titre       | Scénariste | Dessinateur | Coloriste | Éditeur |
| ------ | ----------- | ---------- | ----------- | --------- | ------- |
| ?      | à compléter |            |             |           |         |
| ?      | …           |            |             |           |         |

### Mangas
| Sortie | Titre       | Scénariste | Dessinateur | Coloriste | Éditeur |
| ------ | ----------- | ---------- | ----------- | --------- | ------- |
| ?      | à compléter |            |             |           |         |
| ?      | …           |            |             |           |         |

## Naissances
- 5 janvier : Philippe Bercovici, dessinateur français (Les Femmes en blanc) ;
- 15 janvier : Baloo, auteur belge (John Doe, Les Couzes) ;
- 12 février : Hugues Labiano
- 4 mars : Franck Tacito, dessinateur et scénariste français ;
- 13 mars : Johannes Roussel
- 14 mars : Jean-Luc Masbou, dessinateur, scénariste et coloriste français (De cape et de crocs, L'Ombre de l'échafaud) ;
- 27 mars : Jean-Pierre Duffour
- 5 avril : Laurent Hirn, dessinateur français (Le Pouvoir des innocents) ;
- 23 mai : Mike Deodato Jr., dessinateur de comics
- 24 juin : Mike Wieringo, auteur de comics
- 24 juin : Denis Rodier, illustrateur et auteur de bandes dessinées québécois ;
- 24 juillet : Colleen Doran, auteur de comics ( A Distant Soil)
- 28 juillet : Gag (André Gagnon), scénariste, dessinateur et coloriste québécois ;
- 7 août : Aleksandar Zograf
- 14 août : Christophe Arleston, scénariste français (Lanfeust de Troy, Léo Loden, Les Naufragés d'Ythaq…).
- 7 octobre : Bruno Bertin
- 23 octobre : Eric Shanower, auteur de comics
- 10 novembre : Sylvain Chomet, auteur de bandes dessinées et réalisateur de films d'animation
- 11 novembre : duBus
- 29 décembre : Dave McKean dessinateur et scénariste britannique

- Naissances de Rifo, Sam Kieth, Daniel Casanave, Olivier Fiquet, Thomas Frisano,Jean-Claude Götting, Frank M. Young, Olivier Fiquet.